# Archives Sigmund Freud
 (décembre 2020).
Les Archives Sigmund Freud sont les archives et documents personnels de Sigmund Freud déposés à la Bibliothèque du Congrès. Environ 20 000 documents sont conservés et numérisés.
Plusieurs polémiques sont liées aux archives à la suite de  la publication en 1984 du livre The assault on Truth : Freud’s suppression of the seduction theory du psychanalyste Jeffrey Masson.

## Historique
Après la Seconde Guerre mondiale, Kurt R. Eissler et un petit groupe de psychanalystes qui connaissaient personnellement Sigmund Freud, dont Heinz Hartmann, Ernst Kris, Bertram Lewin et Hermann Nunberg, décident de crer un fonds d'archives pour les lettres et documents personnels de Freud.
La Bibliothèque du Congrès accepte de créer un fonds dédié,[réf. à confirmer] recueillis par les Archives de Sigmund Freud (SFA)[réf. à confirmer] et de les rendre accessibles aux chercheurs. 
Dans les années 1980, Kurt Eissler, avec l'aide d'Anna Freud, recueille des milliers d'enregistrements sonores et vidéo, de lettres et de documents pour ces archives (en allemand, anglais et français). 
Certains éléments de la collection sont exposés à la Bibliothèque du Congrès en 1998, puis au Musée juif de New York en 1999.

## Mythes, secrets hypothétiques et scandales
Les Archives (SFA) sont fondées en 1951 par Kurt Eissler qui les dirige pendant plusieurs décennies. L'accès aux archives est réservé. 
En 1974, Kurt Eissler, fait la connaissance de Jeffrey Moussaieff Masson lors d'une réunion de l'American Psychoanalytic Association, ce dernier lui succède aux Archives Freud en 1980. Masson bénéficie donc « un accès administratif » à tous les documents des Archives, il a pu notamment accéder aux enregistrements de l'Homme aux loups, le patient de Freud, et à d'autres documents de Freud. 
Jeffrey Masson a demandé à Anna Freud de déclassifier la correspondance inédite entre Freud et Wilhelm Fliess afin que le Jeffrey Masson puisse traduire et éditer leurs lettres.
En 1981, Jeffrey Masson, qui était alors le directeur des projets des Archives, a présenté un document à la Société psychanalytique de l'Ouest de la Nouvelle-Angleterre à New Haven, Connecticut. Masson a dit que Freud avait abandonné sa théorie de la séduction - l'idée que la névrose adulte est causée par des abus sexuels durant l'enfance - pour des raisons personnelles plutôt que scientifiques. 
Masson estime qu'en abandonnant la théorie de la séduction « Freud a commencé à s'éloigner du monde réel qui […] s'est arrêté dans la stérilité actuelle de la psychanalyse à travers le monde ». Kurt Eissler se montre profondément choqué « Juste aujourd'hui, Masud Khan m'a appelé de Londres et m'a demandé de vous renvoyer des Archives. Les membres du conseil, tous, ou du moins la plupart d'entre eux, demandent la même chose » et le Dr Eissler a cherché à congédier M. Masson de son travail aux Archives, ce qui a mené à une action en justice bilatérale et à un scandale bien publicisé.
Masson est alors démis de ses fonctions de directeur de projet des Archives Freud, après un vote de treize membres du conseil d'administration des Archives Freud qui décide de ne pas le renouveler à son poste de directeur.
Masson attaque en justice les Archives Freud et publie un livre intitulé The assault on Truth : Freud’s suppression of the seduction theory, en 1984, puis en 1990 Final Analysis.
Janet Malcolm, journaliste de New Yorker, auteure d'un article sur l'affaire, est à son tour poursuivie en justice par Masson,,.

## Administration des Archives Freud
Harold P. Blum remplace Jeffrey Masson en tant que directeur exécutif des Archives Sigmund Freud, puis Anton Kris devient à son tour directeur. L'actuel[Quand ?] conseil d'administration est composé par le directeur actuel, le professeur d'histoire européenne moderne Louis Rose, Jennifer Stuart est la Presidente, Nellie L. Thompson Secrétaire et W. Craig Tomlinson le Trésorier.

## Politique des Archives S. Freud
Les trois directeurs exécutifs successifs des Archives Sigmund Freud - Harold P. Blum, Anton O. Kris et Louis Rose - sont les premiers partisans de l'ouverture et mise en ligne de la collection. Emanuel E. Garcia, l'exécuteur littéraire de K. R. Eissler, a amélioré l'édition en ligne. Le projet s'est achevé à l'hiver 2016-2017 avec le lancement de cette édition en ligne.
Les documents des Archives Sigmund Freud sont aujourd’hui numérisés grâce à l'aide de la Fondation Polonsky,,. Les Archives S. Freud « ont une politique de mise en distribution générale, à l'exception des contraintes éthiques et légales, et 90 % de la collection est maintenant accessible. Tous les documents sont publiés inchangés sauf pour la suppression des noms des patients pour préserver l'anonymat et la confidentialité ».